# Jerzykowo (powiat gnieźnieński)
Jerzykowo – osada w Polsce położona w województwie wielkopolskim, w powiecie gnieźnieńskim, w gminie Trzemeszno.
Wieś duchowna, własność kapituły kolegiackiej św. Jerzego w Gnieźnie, pod koniec XVI wieku leżała w powiecie gnieźnieńskim województwa kaliskiego. W latach 1975–1998 miejscowość należała administracyjnie do województwa bydgoskiego.